# 줄리 해리스
줄리 해리스(Julie Harris, 1925년 12월 2일 ~ 2013년 8월 24일)는 미국의 배우이다.

## 연극
- 오이디푸스왕
- 서쪽 나라의 건달
- 맥베스 (희곡)
- 유리동물원

## 영화
- 에덴의 동쪽 (영화)
- 더 헌팅 (1963년 영화)
- 정글 속의 고릴라
- 결혼 만들기
- 다크 하프

## 텔레비전
- 게리슨 유격대
- 보난자 (드라마)
- 홈 포 더 홀리데이 (1972년 영화)
- 형사 콜롬보
- 패밀리 타이즈